# 公開会社でない株式会社
公開会社でない株式会社（こうかいがいしゃでないかぶしきがいしゃ）とは、日本において、会社法で用いられる用語で、すべての株式に譲渡制限をつけている株式会社のことを指す。公開会社の対義語である。一般には非公開会社や譲渡制限会社といった語を用いられることが多いが、会社法の条文ではすべてこの「公開会社でない」という表現を用いている。廃止された有限会社の制度を引き継いでいる。
- 会社法は、以下で条数のみ記載する。

## 機関構成
最小の機関構成
1. 株主総会（1人でもよい）
2. 取締役（1人でもよい）

機関構成における規律として、以下のようなものがある。
1. 取締役会を置かなくてもよい。
2. 中小会社では取締役会を設置したとしても、会計参与を置く場合は、監査役を置かなくてもよい。
3. 大会社であっても監査役会を設けなくてもよい。

（以上につき、公開会社の項参照。）

## 公開会社との主な規律の違い
以下に公開会社でない株式会社の特徴を示す。詳細は参考文献の｢非上場会社の法務と税務」を参照されたい。
1. 種類株主総会において取締役又は監査役の選任につき異なる内容の種類の株式を発行できる（108条1項9号）。
2. 株式の内容及び数に応じて、剰余金の配当･議決権等の権利に関する事項を、株主ごとに異なる取扱いを行う旨を定款で定めることができる（109条2項）。
3. 定款を変更して発行可能株式総数を増加する場合でも、制限無くできる（113条3項）。
4. 株券発行会社でも株主から請求がある時まで、株券を発行しないことができる（215条）。
5. 取締役が株主でなければならない旨を定款で定めることができる（331条）。
6. 「株主による取締役の行為の差し止め」や株主代表訴訟において、6か月以上有する株主という要件の不適用。単に株を持っているだけで可能。
7. 監査役の監査の範囲を会計に関するものに限定する旨を定款で定めることができる（389条）。
8. 設立時/設立後の、発行株式の総数は、発行可能株式総数の4分の1を下ることができない、というルールの不適用。
9. 取締役・監査役の任期を、定款により、最長10年まで伸張できる（332条、336条）。

## 非上場会社との関係
一般に、非公開会社を非上場会社と同じ意味として捉えることもあるが、厳密には異なる。前述したように、公開会社でない株式会社と公開会社の定義の違いは、その会社の株式全てに譲渡制限が付けられているか否かの違いでしかなく、これは会社の定款にそれを認める条文があるかないかで判別される。上場会社は、証券取引所を通じて不特定多数の者によって株式を売買されるという性質上、すべての上場会社は公開会社であることを求められる（逆に言えば、非公開会社である限り、上場会社にはなれない）が、他方、非上場会社は、そのような制限もないので、自社株式のすべてに譲渡制限を付けるかどうか（＝非公開会社となるか）は、完全に自由であり、従って、非上場会社でありつつ、公開会社である会社も存在しうる。一つのケースとしては、ある会社が上場廃止になったからと言って、自動的に非公開会社になるわけではないということがある。上場廃止になっても、自動的に定款が変わるわけではないので、株主総会が開かれ、定款変更の特別決議が行われるまで、その会社は上場廃止後も公開会社であり続けるのである。